# Osael Romero
William Osael Romero Castillo (Usulután, El Salvador, 18 de abril de 1986) es un exfutbolista salvadoreño. Jugaba como centrocampista y su último equipo fue Alianza F. C. de la Primera División de El Salvador.

## Trayectoria
Romero inició su carrera en Club Deportivo Atlético Chaparrastique antes de unirse al Club Deportivo Vista Hermosa en 2006. El 2 de febrero de 2010 se anunció su cesión por un año al Club Deportivo Chivas USA, que se guarda una opción de compra. En el año 2011, retornó a El Salvador y firmó para CD Águila.
Con el equipo migueleño logró el primer título de su carrera en el Clausura 2012, así como tuvo un notable desempeño en la final del campeonato ante AD Isidro Metapán (2:1), ya que anotó un gol por la vía del penalti, y brindó la asistencia decisiva a Nicolás Muñoz para la segunda anotación.
En el mes de enero de 2013 fue contratado por los albos del Alianza Fútbol Club.

## Selección nacional
Fue internacional con la Selección de fútbol de El Salvador. Debutó con la selección absoluta el 13 de octubre de 2007, en un partido amistoso que enfrentó a El Salvador con Costa Rica. Su primer gol lo anotó el 22 de octubre de 2008, en otro partido amistoso, esta vez contra Bolivia. Anteriormente ya había sido internacional con la Selección de fútbol de El Salvador Sub-20.
El 11 de febrero de 2009 anotó dos goles de falta directa contra Trinidad y Tobago, en un partido valedero para la clasificación para la Copa Mundial de 2010 y que finalizó con empate a dos. En la Copa de Oro de la Concacaf 2009, Romero anotó dos goles contra Costa Rica. También fue convocado para la Copa de Oro 2011 (un gol contra Cuba), y 2013.
El 20 de septiembre del 2013, la Federación Salvadoreña de Fútbol le suspendió de por vida  de toda actividad relacionada con este deporte, al haber sido declarado culpable de amaños en juegos de la selección nacional junto a otros trece futbolistas.

### Participaciones en la Copa de Oro de la Concacaf
| Copa de Oro | País           | Resultado        |
| ----------- | -------------- | ---------------- |
| 2009        | Estados Unidos | Primera fase     |
| 2011        | Estados Unidos | Cuartos de final |
| 2013        | Estados Unidos | Cuartos de final |

## Clubes
| Club                                   | País           | Año       | Partidos | Goles |
| -------------------------------------- | -------------- | --------- | -------- | ----- |
| Club Deportivo Atlético Chaparrastique | El Salvador    | 2005-2006 |          |       |
| Club Deportivo Vista Hermosa           | El Salvador    | 2006-2010 | 115      | 26    |
| Club Deportivo Chivas USA (Préstamo)   | Estados Unidos | 2010      | 9        | 1     |
| Club Deportivo Águila                  | El Salvador    | 2011-2012 | 60       | 23    |
| Alianza Fútbol Club                    | El Salvador    | 2013      | 23       | 8     |

### Carrera como legionario
Actualizado al último partido jugado el 15 de agosto de 2010.
| Club                                     | Div.                | Temporada           | Liga  | Liga  | Copas nacionales | Copas nacionales | Copas internacionales | Copas internacionales | Total | Total |
| Club                                     | Div.                | Temporada           | Part. | Goles | Part.            | Goles            | Part.                 | Goles                 | Part. | Goles |
| ---------------------------------------- | ------------------- | ------------------- | ----- | ----- | ---------------- | ---------------- | --------------------- | --------------------- | ----- | ----- |
| Club Deportivo Chivas USA Estados Unidos | 1.ª                 | 2010                | 9     | 1     | 1                | 0                | 3                     | 0                     | 13    | 1     |
| Club Deportivo Chivas USA Estados Unidos | Total               | Total               | 9     | 1     | 1                | 0                | 3                     | 0                     | 13    | 1     |
| Total en su carrera                      | Total en su carrera | Total en su carrera | 9     | 1     | 1                | 0                | 3                     | 0                     | 13    | 1     |

### Trofeos nacionales
| Título          | Club   | País        | Año  |
| --------------- | ------ | ----------- | ---- |
| Torneo Clausura | Águila | El Salvador | 2012 |